# Erik Stensiö
Erik Helge Osvald Stensiö (* 2. Oktober 1891 in Stensjö by, Kirchspiel Döderhult (heute zu Oskarshamn, Kalmar län); † 11. Januar 1984 in Stockholm) war ein schwedischer Paläozoologe.

## Leben
Stensiö wurde als Erik Andersson im schwedischen Dorf Stensiö by geboren. Er nahm später den Namen seines Geburtsortes an. In der wissenschaftlichen Literatur ist er auch mit einer Kombination beider Namen bekannt (Erik Andersson Stensiö oder Erik A. Stensiö).
Stensiö erwarb seinen Doktortitel 1921 an der Universität Uppsala. Im gleichen Jahr trat er dort eine Dozentenstelle an und wurde 1923 Professor und Kurator der Abteilung für Zoopaläontologie (später Paläozoologie) am Schwedischen Museum für Naturgeschichte in Stockholm; eine Position, die er bis zu seiner Emeritierung im Jahr 1959 behalten sollte.
Stensiö spezialisierte sich auf die Anatomie und Evolution der „niederen“ Wirbeltiere, vor allem der Cyclostomata und von Übergangsformen zwischen Knochenfischen und Amphibien. Seine Studien der Placodermi zeigten, dass sie mit den modernen Haien verwandt sind. Sein erstes größeres Werk war Triassic fishes from Spitzbergen, dessen erster Teil 1921 in Wien erschien und der zweite 1925 in Stockholm. Diese Arbeit ergab sich aus Material, das er während mehrerer Expeditionen nach Spitzbergen in den Jahren 1912, 1913, 1915 und 1916 gesammelt hatte.
Er begründete die so genannte Stockholmer Schule der Paläozoologie, die auch von Erik Jarvik und Tor Ørvig vertreten wurde, seinen Nachfolgern als Leiter der Abteilung.
Stensiö war seit 1927 Mitglied der Königlich Schwedischen Akademie der Wissenschaften. 1929 wurde er als korrespondierendes Mitglied in die Russische Akademie der Wissenschaften aufgenommen. 1930 wurde er Ehrenmitglied (Honorary Fellow) der Royal Society of Edinburgh. 1936 wurde er zum Mitglied der Leopoldina und 1937 zum korrespondierenden Mitglied der Bayerischen Akademie der Wissenschaften gewählt. 1946 wurde es als auswärtiges Mitglied in die Royal Society aufgenommen. 1926 wurde ihm die Daniel Giraud Elliot Medal verliehen und 1953 die Wollaston-Medaille. 1957 erhielt er die Linné-Medaille und im nächsten Jahr zudem die Darwin-Wallace-Medaille der Linnean Society of London. 1956 wurde er Ehrenmitglied der Paläontologischen Gesellschaft und 1955 der Society of Vertebrate Paleontology.

## Schriften
- Einige Bemerkungen über die systematische Stellung von Saurichthys mougeoti AGASSIZ. In: Senckenbergiana, I, 6, Frankfurt a. M. 1919, S. 177–181